# Гринберг, Михаил Львович
Михаил Львович Гринберг (род. 2 сентября 1951 года, Троицк, Челябинская область, СССР) — израильский издатель, еврейский общественный деятель, историк.
Родился в традиционной еврейской семье. Был исключён из комсомола, а затем и из ВУЗа, из-за соблюдения еврейских традиций, но позже завершил своё историческое образование. Работал преподавателем. Отслужил в советской армии. В 1988 году репатриировался в Израиль. Проживает в Эфрате (Иудея).
С конца 1970-х годов Гринберг активно участвовал в возрождении еврейской жизни в СССР, в частности, восстановил синагогу и еврейскую общинную жизнь в посёлке Малаховка. По поручению Любавичского Ребе организовал перезахоронение останков рава Мордехая Дубина, а также восстановил могилы ряда известнейших раввинов. В 1990 году участвовал в религиозном возрождении еврейской общины Львова.
Гринберг защитил диссертацию по истории русского православия и опубликовал ряд научных трудов, включая исследование о епископе Андрее (Ухтомском). Параллельно он преподавал еврейскую историю в подпольных кружках, а позже — в Израиле, США и Канаде. В 1992 году стал первым ректором Еврейского университета в Москве и инициировал выпуск первого академического журнала по иудаике на русском языке.
В 1990 году Михаил Гринберг основал издательство «Гешарим / Мосты культуры», ставшее одним из главных центров русскоязычной иудаики в Израиле и постсоветском пространстве. Под его руководством было издано свыше 600 книг. Позднее он возглавил новый проект — «Библиотека Михаила Гринберга».

## Биография
Родился в еврейской семье, соблюдающей ряд основных религиозных традиций. Отец — ветеран Великой отечественной войны, командир роты связи. Со школьных лет Гринберг увлёкся чтением книг.
В связи с религиозными убеждениями в 1970 году был исключён из комсомола. В 1973-м, за четыре месяца до защиты диплома, по доносу о факте его традиционной еврейской свадьбы, Гринберг был также исключён из Рязанского педагогического института, где учился на историческом факультете. После этого работал преподавателем в вечерней школе города Лыткарино (Подмосковье). Через полтора года поступил в Московский заочный педагогический институт, доучился и получил диплом.
По завершении учёбы был призван в Вооружённые силы СССР, где проходил срочную службу в ракетных войсках. За годы службы получил 19 благодарностей, две из них — лично от министра обороны Гречко за подготовку ракет к полигону и подготовку к параду на Красной площади.
В 1988 году Гринберг репатриировался в Израиль. Проживает в поселении Эфрат (Иудея).

## Общественная деятельность
С конца 1970-х годов Гринберг стал активно участвовать в жизни еврейской общины посёлка Малаховка (Подмосковье). С целью обеспечения кошерного питания стал шойхетом. Глава московской общины Хабад ребе Гейче поручил Гринбергу возрождение практически заброшенной синагоги в Малаховке. Гринберг организовал капитальный ремонт здания и установку новой мебели, а также возобновление еврейской религиозной жизни, включая регулярное проведение молитв, праздничных мероприятий и уроков.
По личному распоряжению Любавичского Ребе, в 1986 году Гринберг организовал перевозку останков Мордехая Дубина (раввин, хасид шестого любавичского ребе) с подлежащего уничтожению кладбища в Туле на еврейское кладбище в Малаховке. После успешного захоронения останков Дубина Гринбергу поручили восстановление могил цадиков (праведников). Он обследовал более 25 кладбищ, обнаружив ряд забытых захоронений (раввинов Пинхаса из Кореца, Аарона из Карлина и других). Организовал ремонт и восстановление могил ряда раввинов (Баал-Шем-Това, Леви-Ицхака из Бердичева, основателей Ружинской, Белзской и Любавичской хасидских династий). В 1987—1988 годах Гринберг сопровождал первые группы паломников из Израиля и Америки по святым местам, которые удалось восстановить.
В 1990 году, по просьбе главного раввина Великобритании Иммануэля Якубовича, одна из лондонских еврейских общин взяла шефство над еврейской общиной Львова. Михаил Гринберг был направлен туда и принял участие в восстановлении еврейской религиозной и культурной жизни.

## Научно-образовательная деятельность
Защитил кандидатскую диссертацию по истории общественно-политических движений в русском православии и старообрядчестве. Опубликовал ряд исследований в научных сборниках ИНИОН, в «Литературной России», в журнале «Москва», в «Альманахе библиофила». Его работы также публиковались в старообрядческих изданиях и журнале Московской Патриархии.
В 1981 году Гринберг завершил историческое исследование, результатом которого стала книга «Епископ Андрей, князь Ухтомский», посвящённая одноимённому мыслителю и деятелю русского православия конца XIX — начала XX века. Книга распространялась в самиздате и пользовалась популярностью, вызвав интерес у церковных кругов. Спустя десятилетие, в 1991 году, издательство «Терра» опубликовало труд тиражом 50 000 экземпляров, и книга быстро разошлась, вызвав широкий отклик.
Вместе с тем, в рамках подпольной еврейской образовательной деятельности, Михаил Гринберг читал лекции по еврейской истории в религиозно-сионистских кружках, которые собирались по квартирам.
С конца 1980-х годов Гринберг читал лекции в Израиле, США и Канаде, рассказывая о реставрации еврейских святынь, истории хасидизма и паломничестве по местам, связанным с цадиками. Он использовал собранный материал, издав двуязычную книгу-альбом «Могилы цадиков в России» с демонстрацией состояния могил до и после восстановления. Гринберг также читал курс лекций по еврейской истории в иешиве «Ор Самеах».
В 1992 году, по предложению раввина Адина Штейнзальца, Гринберг участвовал в создании Еврейского университета в Москве и стал его первым ректором. Организовал издание «Вестника московского еврейского университета» — единственного на тот момент научного академического журнала на русском языке по иудаике. Позже оставил пост ректора, сосредоточившись на издательской работе.

## Книгоиздательская деятельность
Вскоре после прибытия в Израиль Гринберг непродолжительное время работал в издательстве «Шамир». Участвовал в ряде совместных книгоиздательских проектов с типографией «Вильтис» (ранее известной как «Типография вдовы и братьев Ромм») и издательством «Терра».
В 1990 году Гринберг организовал издательство «Гешарим» (также известное как «Мосты культуры»), действующее в Израиле и России и занимающееся выпуском литературы по иудаике. Издательство сыграло существенную роль в становлении еврейского книгоиздания в постсоветской России и еврейской диаспоре, став интеллектуальным и просветительским центром, направленным на восстановление утраченной культурной и образовательной инфраструктуры иудаики на русском языке.
В 2002—2005 годах «Гешарим» выпускал периодическое издание «Еврейский книгоноша» под редакцией филолога Леонида Кациса, ориентированное на обзор еврейской литературы. Литературовед Роман Тименчик вёл в этом издании колонку «Русское слово на земле Израиля». В 2006—2011 годах проект был интегрирован в журнал «Лехаим».
Литературовед Велвл Чернин оценил «Гешарим» как одно из ведущих еврейских издательств постсоветского пространства, а профессор Роман Кацман — как крупнейшее российско-израильское издательство, специализирующееся на еврейской художественной и научно-популярной литературе. За первые 30 лет своей деятельности «Гешарим» выпустил свыше 500 наименований книг на еврейскую тематику в различных жанрах общим тиражом порядка 2 миллионов экземпляров; к 2021 году их количество дошло до 600.
Позже Гринберг возглавил новый издательский проект под названием «Библиотека Михаила Гринберга».

## Награды и премии
- Медаль Пушкина за значительный вклад в сохранение и развитие русской культуры за рубежом[13].
- Почётная грамота Правительственной комиссии России по делам соотечественников за рубежом (2008)[14].
- Премия Федерации еврейских общин России «Человек года» (2004)[15].

### Автор
- Greenberg M. Graves of Tzaddikim in Russia. Jerusalem: Shamir, 1989.
- Гринберг М. Реставрация еврейских святынь на Украине в 1988 году // Возрождение. Иерусалим, № 12. Иерусалим: Шамир, 1990, сс. 154—170.
- Гринберг Мордехай, Гринберг Михаил. Аскетизм и святость // Мудрость — праведность — святость в славянской и еврейской культурной традиции, М.: Центр «Сэфер», Институт славяноведения РАН, 2011, сс. 41—54.
- Зеленогорский М. Л.[a] Жизнь и деятельность архиепископа Андрея (князя Ухтомскаго). — М.: Терра, 1991.
- Зеленогорский М. Л. Жизнь и труды архиепископа Андрея (князя Ухтомского). — М.—Иерусалим: Мосты культуры, 2011. — Изд. 2-е, дополненное[6].

### Составитель и редактор
- Субботние песни (ивр. זמירות שבת‎). Составитель М. Л. Гринберг. 2-е изд., доп. Иерусалим: Гешарим — СПб.: Роспринт, 1992.
- Рябушинский В. П. Старообрядчество и русское религиозное чувство. Сост., вступительный очерк и комментарии В. В. Нехотина, В. Н. Анисимовой, М. Л. Гринберга. — М.: Мосты культуры, 2010.

### Комментарии
1. ↑  Зеленогорский М. Л. — псевдоним Михаила Гринберга[6].